# Neocancilla circula
Neocancilla circula là một chi ốc biển trong họ ốc Mitridae. Chúng còn được gọi là Ốc mit-te và có dạng vỏ nhỏ, hình dạng thoi, thon dài với những đường xoắn ốc cao. Có miệng hẹp thon dài và hơi trắng, bên ngoài có màu cam nhạt và những đường gân xoắn trắng. Chúng phân bổ ở Vũng Tàu, Nha Trang, Cam Ranh, Đảo Côn Sơn. Kích thước chúng khoảng 50-87mm. 